# آنتونیو زوگارلی
 آنتونیو زوگارلی (ایتالیایی: Antonio Zugarelli؛ زادهٔ ۱۷ ژانویهٔ ۱۹۵۰) یک تنیس‌باز اهل ایتالیا است.